# 贝希施泰特施特拉斯
贝希施泰特施特拉斯（德語：Bechstedtstraß，發音：[ˈbɛçʃtɛtˌʃtʁaːs]）是德国图林根州魏玛地区县曾经的一个市镇，面积5.75平方千米，2017年12月31日人口为258人。2019年12月31日，贝希施泰特施特拉斯所属的格拉默河谷管理共同体解散，其与另外8个成员市镇合并为新市镇格拉默塔尔。